# Рочестерський бестіарій

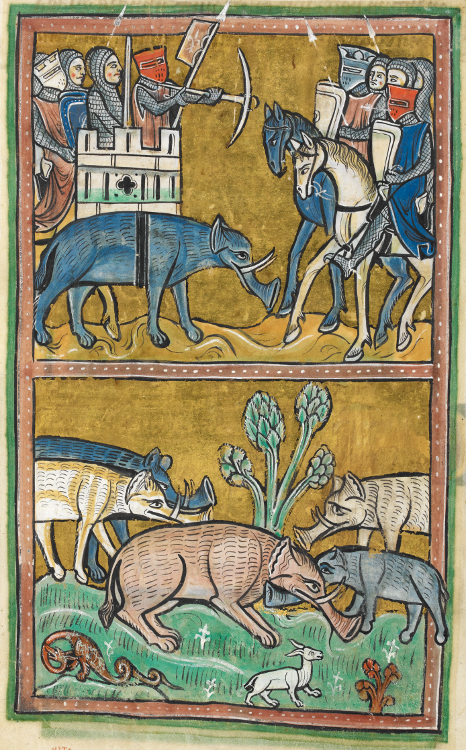
Фрагмент мініатюри слонів, на яких, як відомо, брали участь у битві в Індії, несучи замки на своїх спинах; фоліо 11в.

Рочестерський бестіарій (Лондон, Британська бібліотека, Королівська MS 12 °F.xiii) — це добре ілюмінована рукописна копія середньовічного бестіарію, книги, що описує зовнішність і звички великої кількості знайомих і екзотичних тварин, як реальних, так і легендарних. Характеристики тварин часто алегоризуються з додаванням християнської моралі.

## Традиція бестіарію
Середньовічний бестіарій в кінцевому підсумку походить від грецькомовного трактата Фізіолог, тексту, точна дата та місце походження якого спірні, але який, швидше за все, був написаний у Північній Африці десь у другому або третьому столітті. «Фізіолог» перекладався латиною кілька разів, принаймні ще у восьмому столітті, коли з'явилися перші збережені рукописи, і, ймовірно, набагато раніше, можливо, у четвертому столітті. У той час, як найдавніші латинські переклади були надзвичайно вірними своєму грецькому джерелу, пізніші версії адаптувалися більш вільно, зокрема шляхом включення додаткової інформації з інших джерел, у тому числі "Природничої історії" Плінія Старшого та, що особливо важливо, «Етимології» Ісидора Севільського. Найважливіший з латинських перекладів Фізіолога — той, який зараз відомий вченим як «Версія Б» — був ще більше розширений у дванадцятому столітті (швидше за все, у 1160-х або 1170-х роках) із доповненнями Ісидора, щоб стати таким — так звана «Друга родина» — стандартна форма того, що тепер можна правильно назвати бестіарієм. Цей текст був набагато довшим за оригінальний Фізіолог і містив у типовому форматі понад 100 розділів, розподілених між дев'ятьма основними розділами різного розміру. Перший відділ включав 44 тварини (звірів), а другий — 35 птахів, за ним йшов великий відділ, присвячений різновидам змій, і підрозділи, присвячені червам, рибам, деревам, дорогоцінним каменям, а також природі та віку людини. Рукописи з цієї найвідомішої версії бестіарію були створені з дванадцятого по шістнадцяте століття, більшість з яких датується тринадцятим століттям.

## Опис рукопису

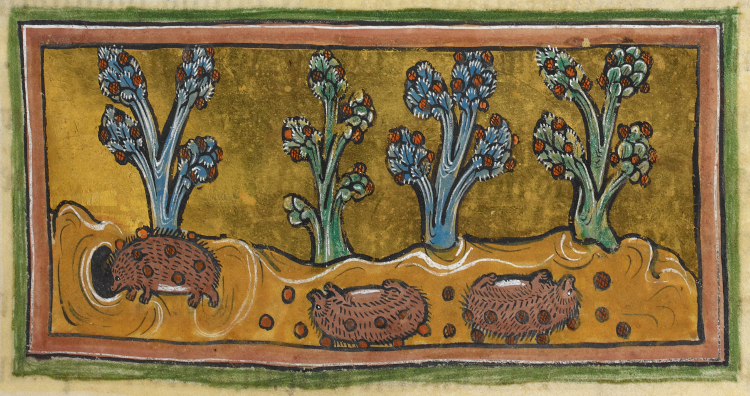
Фрагмент мініатюри їжаків, які котяться по винограду, приклеюючи його до своїх колючок, щоб нести назад своїм дитинчатам; арк.45р.

Рочестерський бестіарій — пергаментний рукопис, датований бл. 1230—1240. Основна частина його тексту є бестіарій, але він також містить короткий лапідарій (трактат про каміння) у французькій прозі та, як форзаці, два аркуші богослужебної книги 14-го століття. Він проілюстрований 55 готовими мініатюрами різних тварин, кожна з яких у кінці уривка описує цю тварину. На деяких сторінках видно інструкцію до освітлювача, яка коротко описує, що має зображати планований малюнок. Приблизно на третині рукопису (f. 52v і далі, після грифа) ілюстрації припиняються: у той час, як пробіли залишаються там, де вони були призначені для розміщення, жодних ілюстрацій ніколи не додавалося. Стиль мініатюр демонструє певні докази того, що ілюстрації були зроблені через десятиліття чи більше після початкового створення тексту, і можливо, що художник не повністю зрозумів план, передбачений писарем: додавши четверте зображення лева, замість запланованих трьох, таким чином він змусив наступні ілюстрації розмістити після описаних тварин, а не перед. Три інші збережені рукописи містять ілюмінації художника, вони знаходяться у: Кембриджі, університетська бібліотека, MS. Ee.2.23 (Біблія), Пітерборо, Соборна бібліотека, MS. 10 (Біблія) і Стокгольмі, Національний музей, MS. Б. 2010 (псалтир). Четвертий рукопис (Турин, Biblioteca Nazionale, Cod. L.IV.25) містив дві повносторінкові мініатюри цього художника, але був знищений у 1904 році.

## Історія рукопису
Зазвичай вважається, що рукопис було зроблено в монастирі св. Андрія при Рочестерському соборі. Згідно з написом книга з упевненістю належить до чотирнадцятого століття. У якийсь момент виявляється, що книгу вкрали з монастиря, оскільки в іншому написі чотирнадцятого століття зазначено, що її повернув «брат Джон Маллінг», який, можливо, був винуватцем: чоловік, на ім'я Джон Маллінг був відлучений від церкви у 1387 році як злодій і відступник. У 1542 році книга перебувала у володінні короля, як зазначено в описі королівської бібліотеки у Вестмінстері того року. У 1757 році король Георг II пожертвував її разом із рештою Старої королівської бібліотеки Британському музею, і зараз вона знаходиться в Британській бібліотеці.

## Адаптація тексту в Рочестерському рукописі
Додатки до стандартного тексту бестіарію були зроблені в Рочестерському бестіарії за допомогою малюнка з частини IV Пантеолога Пітера з Корнуолу. Повна копія Пантеолога, яка зараз зберігається в Британській бібліотеці, Royal MS. 7 E.viii, був розташований у Рочестері на початку 13 століття, і, можливо, був прямим джерелом додатків до бестіарію.

## Тварини

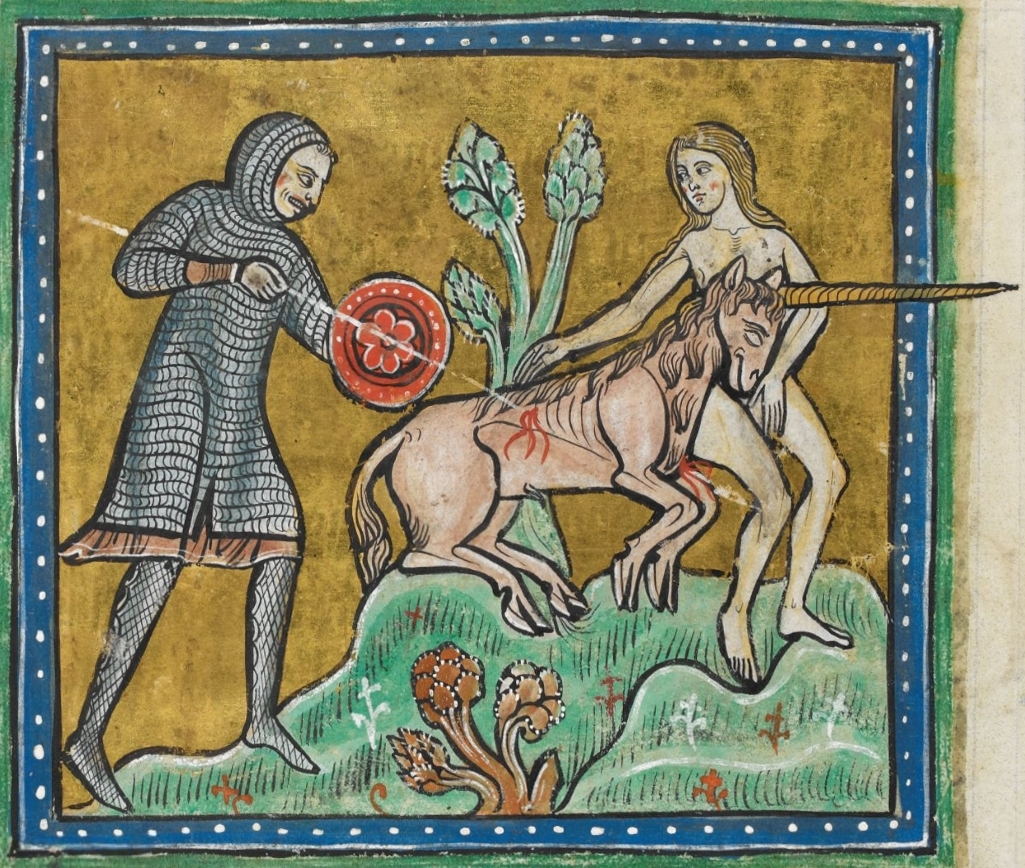
Фрагмент мініатюри єдинорога, прирученого незайманою і вбитого мисливцем; фоліо 10в.

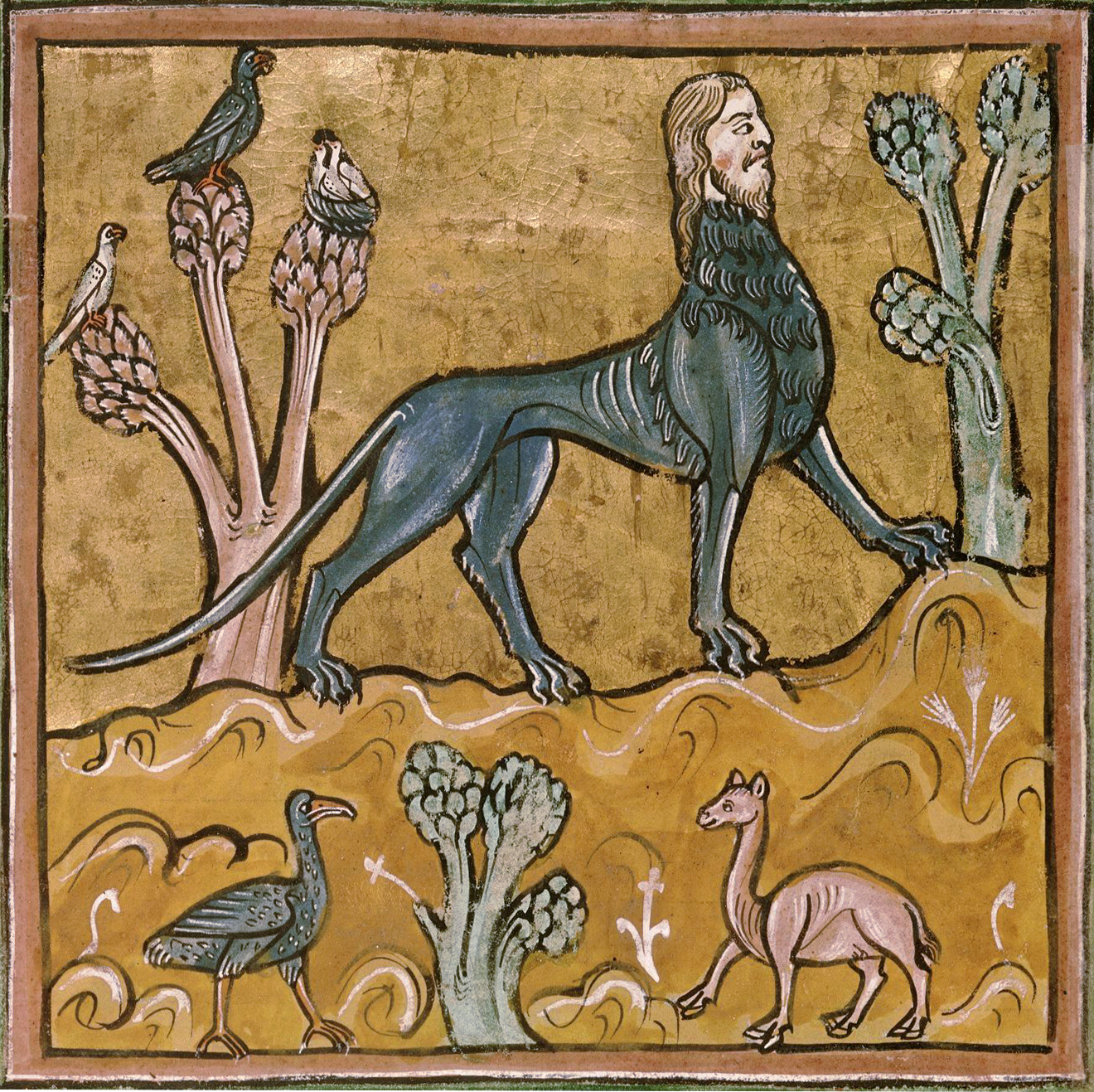
Деталь мініатюри мантикори з головою людини і тулубом лева; фоліо 24в.

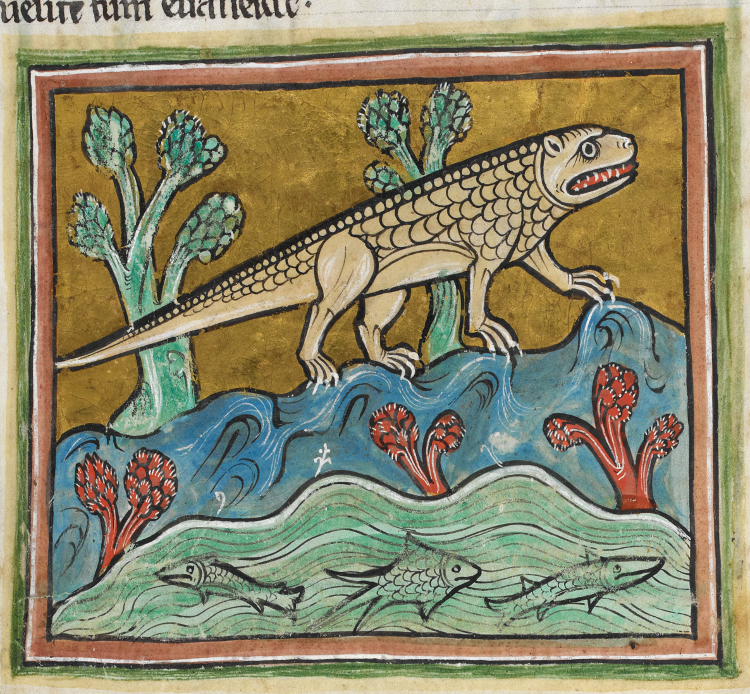
Фрагмент мініатюри крокодила, назва якого походить від грецького «черв'як з гальки»; фоліо 24р.

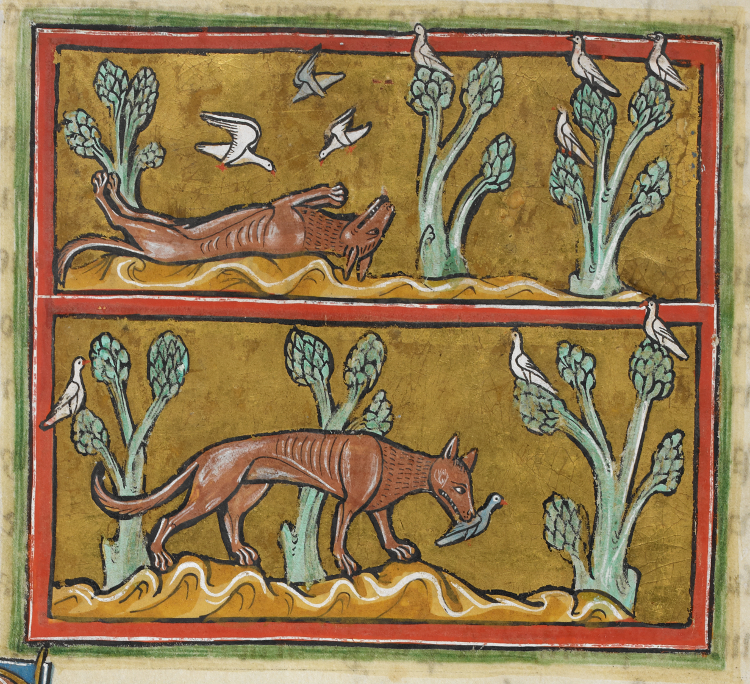
Фрагмент мініатюри лисиці, яка заманює свою жертву, вдаючи себе мертвою; фоліо 26в.

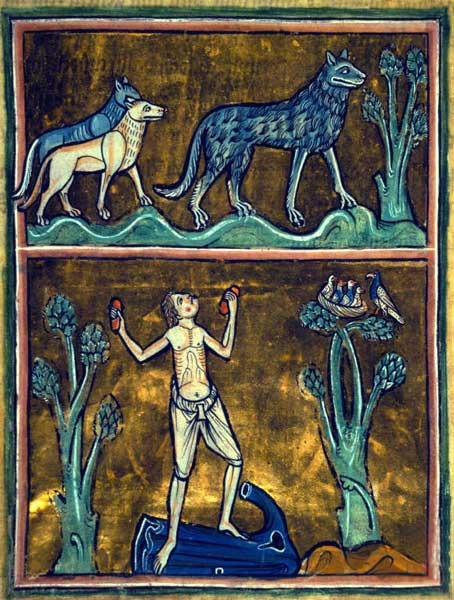
Погляд вовка міг вразити людину німою, від чого єдиними ліками було здерти з людини одяг і збити два камені разом, щоб відлякати вовка, що алегоризується як відкидання гріха, щоб відігнати диявола; деталь мініатюри з ф. 29р; арк.29р.

У бестіарії представлені такі тварини:
1. Лев
2. Тигр
3. Леопард
4. Пантера
5. Антилопа
6. Єдиноріг («якого греки називали „носорогом“.»)[18]
7. Рись
8. Грифон
9. Слон
10. Бобер
11. Козеріг
12. Гієна
13. Бонасус (азіайська тварина з головою бика і закрученими рогами)[19]
14. Мавпа
15. Сатир
16. Олень
17. Козел
18. Коза
19. Одноріг (давньогрецька: μονόκερως) — легендарна тварина лише з одним рогом, пов'язана з єдинорогом.
20. Ведмідь
21. Левкрокота (індійська тварина з тулубом лева і головою коня)[20]
22. Крокодил
23. Мантикора (індійська тварина з обличчям людини і тулубом лева)[21]
24. Таранд (ефіопська тварина, яку іноді ідентифікують як північного оленя або лося)[22]
25. Лисиця
26. Єйл (тварина з хвостом слона і щелепами козла)[23]
27. Вовк
28. Пес
29. Вівця
30. Баран (самець вівці) і погода (кастрований самець вівці)
31. ягня
32. Козел і козеня
33. Кабан
34. Бик
35. Віл і дикий віл
36. Верблюд
37. Дромадер
38. Осел
39. Онагер (дикий осел)
40. Кінь
41. Кіт
42. Миша
43. Ласка
44. Кріт
45. Їжак
46. Мураха
47. Орел
48. Гриф
49. Журавель
50. Папуга
51. Каладрій (білий птах, здатний передбачити результат хвороби)[24]
52. Лебідь
53. Лелека
54. Ібіс
55. Лиска
56. Страус
57. Зимородок
58. Чапля
59. Гусак
60. Сова рогата
61. Сова або нічний ворон
62. Фенікс
63. Корична пташка (арабський птах, що гніздиться на коричному дереві)[25]
64. Ерцинія (германський птах, що світиться в темряві)[26]
65. Одуд
66. Пелікан
67. Сирена (напівжінка-напівптах)
68. Куріпка
69. Перепілка
70. Сорока і дятел
71. Яструб
72. Чайка
73. Сова біла
74. Кажан
75. Ворон
76. Ворона
77. Голуб
78. Горлиця
79. Крачок
80. Павич
81. Півень
82. Курка
83. Качка
84. Бджола
85. Перидекційне дерево (індійське дерево, тінь якого лякає драконів)[27]
86. Аспід
87. Дракон
88. Василіск («король змій», оскільки він може вбивати інших змій своїм запахом)[28]
89. Гадюка
90. Сциталіс (змія, яка може гіпнотизувати своєю сяючою спиною)[29]
91. Амфісбена (змія з двома головами)[30]
92. Гідрус (морська змія, яка, коли її проковтує крокодил, виривається з його живота, вбиваючи його)[31]
93. Якул (крилатий змій)[32]
94. Удав
95. Змія-сирена (крилата змія з Аравії)[33]
96. Сепс (змія, отрута якої розчиняє кістки, а також м'ясо жертви)[34]
97. Діпса (змія, отрута якої настільки отруйна, що вона вбиває до того, як жертва відчує укус)[35]
98. Саламандра
99. Ящірка Саура (ящірка, яка відновлює зір, дивлячись на сонце)[36]
100. Гекон
101. Змія
102. Скорпіон
103. Різні типи «хробаків», включаючи павука, сарану, блоху тощо.
104. Різні види «риби», включаючи кита, дельфіна, крокодила, морського їжака та інших морських тварин
105. Різні види дерев, включаючи пальму, лавр, інжир, шовковицю тощо.
106. Довгий розділ про природу людини та частини людського тіла
107. Вогняні камені (які спалахують, коли зближуються)[37]

Лапідарій французькою мовою безпосередньо слідує за описом вогняних каменів латиною, даючи додаткові описи великої кількості каменів, включаючи магніт, корал, сердолік, церауній («громовий камінь»), кришталь та багато інших.